# Echiniscus capillatus
Echiniscus capillatus är en djurart som tillhör fylumet trögkrypare, och som beskrevs av Giuseppe Ramazzotti 1956. Echiniscus capillatus ingår i släktet Echiniscus och familjen Echiniscidae. Inga underarter finns listade i Catalogue of Life.